# Bakóca
Bakóca je selo u središnjoj južnoj Mađarskoj.
Zauzima površinu od 10,65 km četvornih.

## Ime
Selu ime dolazi od slavenske riječi bukovica odnosno ime je dobila po bukvi.

## Zemljopisni položaj
Nalazi se na 46° 13' sjeverne zemljopisne širine i 18° istočne zemljopisne dužine, sjeverozapadno od gorja Mečeka. Kotarsko sjedište Šaš je 9 km sjeveroistočno. Tormás je 1,5 km sjeverozapadno, Szágy je 4 km sjeverozapadno, Baranyaszentgyörgy je 2 km sjeverno, Mindszentgodisa je 3 km sjeveroistočno, Kisbeszterce je 1,5 km istočno. Želic je zapadno, Kapošvar je sjeverozapadno, Pečuh je jugoistočno. Na pola je puta između Kapošvara i Pečuha.

## Upravna organizacija
Upravno pripada Šaškoj mikroregiji u Baranjskoj županiji. Poštanski broj je 7393. 

## Povijest
1332. se spominje kao Bakolcha. 
Bila je posjedom obitelji Zichy, Nádasdy, Meltzer i Mailáth.
U 19. stoljeću se naseljavaju Nijemci u ovo selo.
1900. je kod ovog sela nađen lignit, čije naslage do danas nisu iskorištene.

## Kultura
- barokna rimokatolička crkva iz 1721.
- barokni dvorac obitelji Mailáth, 1800-ih obnovljen u neoklasicističkom stilu

## Stanovništvo
Bakóca ima 342 stanovnika (2001.). Mađari su većina, a Roma ima skoro 8%. Nijemaca ima nešto preko 1%. 77% je rimokatolika, oko 4% je kalvinista.

## Vanjske poveznice
- (mađ.) Bakóca a Vendégvárón  Arhivirana inačica izvorne stranice od 27. rujna 2007. (Wayback Machine)
- Bakóca na fallingrain.com